# Tournon-d'Agenais
Pour les articles homonymes, voir Tournon.
Tournon-d’Agenais est une commune du Sud-Ouest de la France, située dans le département de Lot-et-Garonne, en région Nouvelle-Aquitaine.
La commune fait partie de l'association Les Plus Beaux Villages de France.

## Géographie

### Localisation
Tournon-d'Agenais est située sur une colline qui domine les vallées du Boudouyssou et du Camp Beau, ainsi que les routes (route nationale 661 et route nationale 656). C'est une commune de l'Agenais en Quercy blanc, limitrophe avec le département de Tarn-et-Garonne.
Elle appartient à la circonscription de Villeneuve-sur-Lot et, après avoir été le siège de la communauté de communes du Tournonnais, puis membre de Fumel Communauté de 2011 à 2016, elle est depuis 2017 dans la communauté de communes Fumel Vallée du Lot.
En 2021, la commune devient membre de l'association Les Plus Beaux Villages de France,.

### Communes limitrophes
Les communes limitrophes sont  Anthé, Bourlens, Cazideroque, Courbiac, Masquières, Montaigu-de-Quercy et Thézac.
| Bourlens    | Thézac                               |            |
| Cazideroque | Tournon-d'Agenais                    | Masquières |
| Anthé       | Montaigu-de-Quercy (Tarn-et-Garonne) | Courbiac   |

Représentations cartographiques de la commune
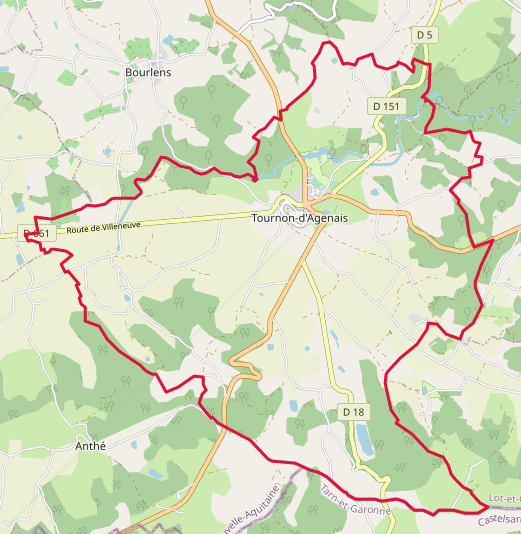
Carte OpenStreetMap.
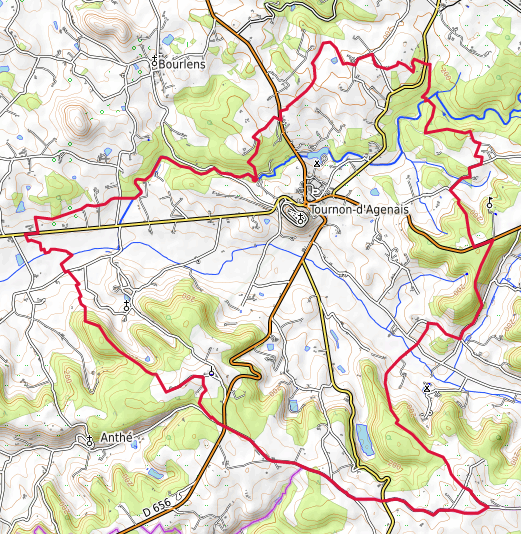
Carte topographique.

### Climat
Pour des articles plus généraux, voir Climat de la Nouvelle-Aquitaine et Climat de Lot-et-Garonne.
Historiquement, la commune est exposée à un climat océanique aquitain.  
En 2020, Météo-France publie une typologie des climats de la France métropolitaine dans laquelle la commune est exposée à un climat océanique altéré et est dans la région climatique Aquitaine, Gascogne, caractérisée par une pluviométrie abondante au printemps, modérée en automne, un faible ensoleillement au printemps, un été chaud (19,5 °C), des vents faibles, des brouillards fréquents en automne et en hiver et des orages fréquents en été (15 à 20 jours).
Pour la période 1971-2000, la température annuelle moyenne est de 12,9 °C, avec une amplitude thermique annuelle de 15,4 °C. Le cumul annuel moyen de précipitations est de 885 mm, avec 11,6 jours de précipitations en janvier et 6,5 jours en juillet. Pour la période 1991-2020, la température moyenne annuelle observée sur la station météorologique la plus proche, située sur la commune de Montcuq-en-Quercy-Blanc à 18 km à vol d'oiseau, est de 13,4 °C et le cumul annuel moyen de précipitations est de 830,2 mm,. Pour l'avenir, les paramètres climatiques de la commune estimés pour 2050 selon différents scénarios d’émission de gaz à effet de serre sont consultables sur un site dédié publié par Météo-France en novembre 2022.

## Urbanisme

### Typologie
Au 1er janvier 2024, Tournon-d'Agenais est catégorisée commune rurale à habitat dispersé, selon la nouvelle grille communale de densité à sept niveaux définie par l'Insee en 2022.
Elle est située hors unité urbaine et hors attraction des villes,.

### Occupation des sols

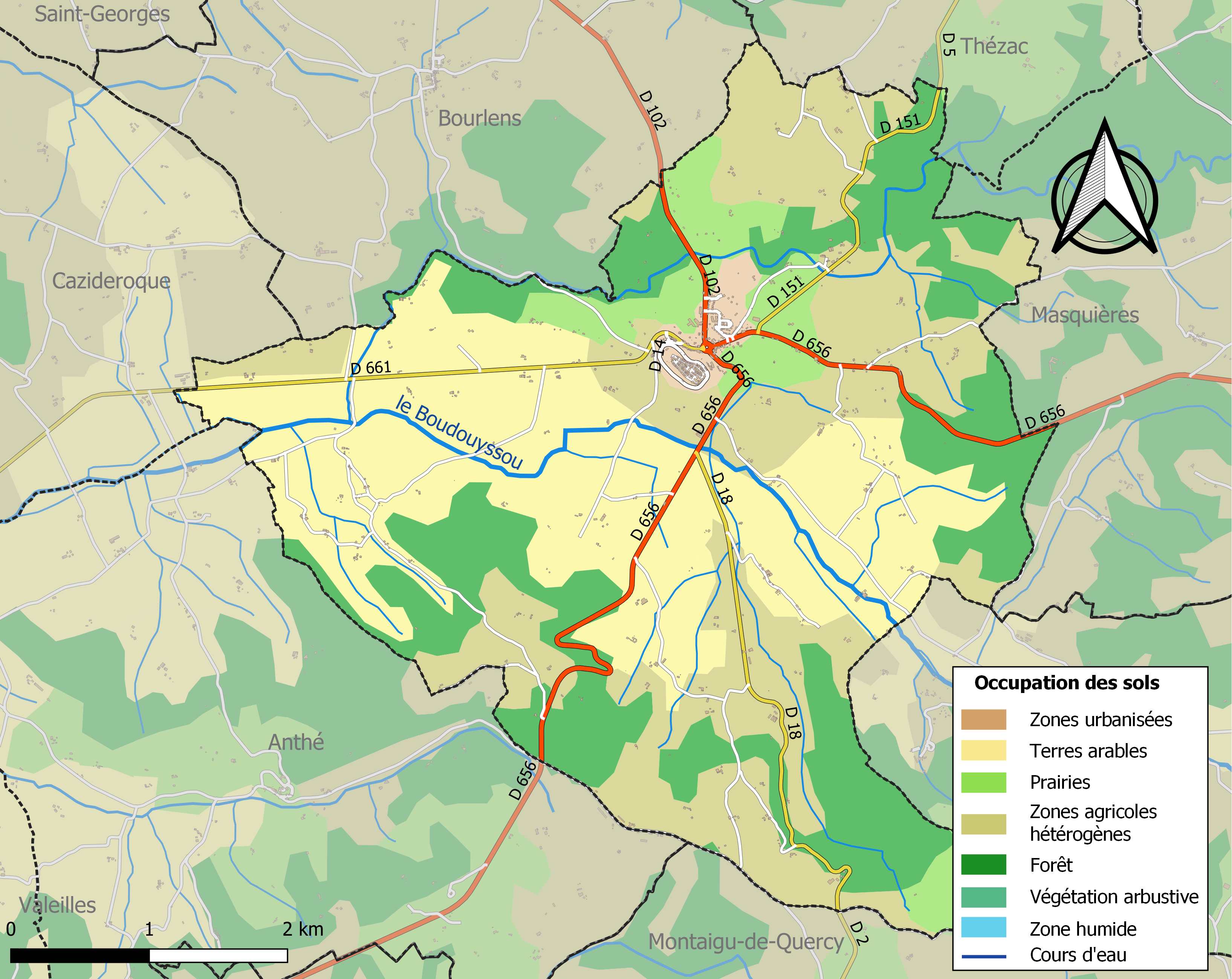
Carte des infrastructures et de l'occupation des sols de la commune en 2018 (CLC).

L'occupation des sols de la commune, telle qu'elle ressort de la base de données européenne d’occupation biophysique des sols Corine Land Cover (CLC), est marquée par l'importance des territoires agricoles (72,9 % en 2018), une proportion sensiblement équivalente à celle de 1990 (73,4 %). La répartition détaillée en 2018 est la suivante : 
terres arables (33,7 %), zones agricoles hétérogènes (30 %), forêts (25,3 %), prairies (7,8 %), zones urbanisées (1,8 %), cultures permanentes (1,4 %). L'évolution de l’occupation des sols de la commune et de ses infrastructures peut être observée sur les différentes représentations cartographiques du territoire : la carte de Cassini (XVIIIe siècle), la carte d'état-major (1820-1866) et les cartes ou photos aériennes de l'IGN pour la période actuelle (1950 à aujourd'hui).

### Risques majeurs
Le territoire de la commune de Tournon-d'Agenais est vulnérable à différents aléas naturels : météorologiques (tempête, orage, neige, grand froid, canicule ou sécheresse), inondations, mouvements de terrains et séisme (sismicité très faible). Il est également exposé à un risque technologique,  le transport de matières dangereuses. Un site publié par le BRGM permet d'évaluer simplement et rapidement les risques d'un bien localisé soit par son adresse soit par le numéro de sa parcelle.

#### Risques naturels
Certaines parties du territoire communal sont susceptibles d’être affectées par le risque d’inondation par une crue à  débordement lent de cours d'eau, notamment le Boudouyssou. La commune a été reconnue en état de catastrophe naturelle au titre des dommages causés par les inondations et coulées de boue survenues en 1982, 1993, 1996, 1999, 2007 et 2009,.
Les mouvements de terrains susceptibles de se produire sur la commune sont des affaissements et effondrements liés aux cavités souterraines (hors mines), des glissements de terrain et des tassements différentiels. Afin de mieux appréhender le risque d’affaissement de terrain, un inventaire national permet de localiser les éventuelles cavités souterraines sur la commune.

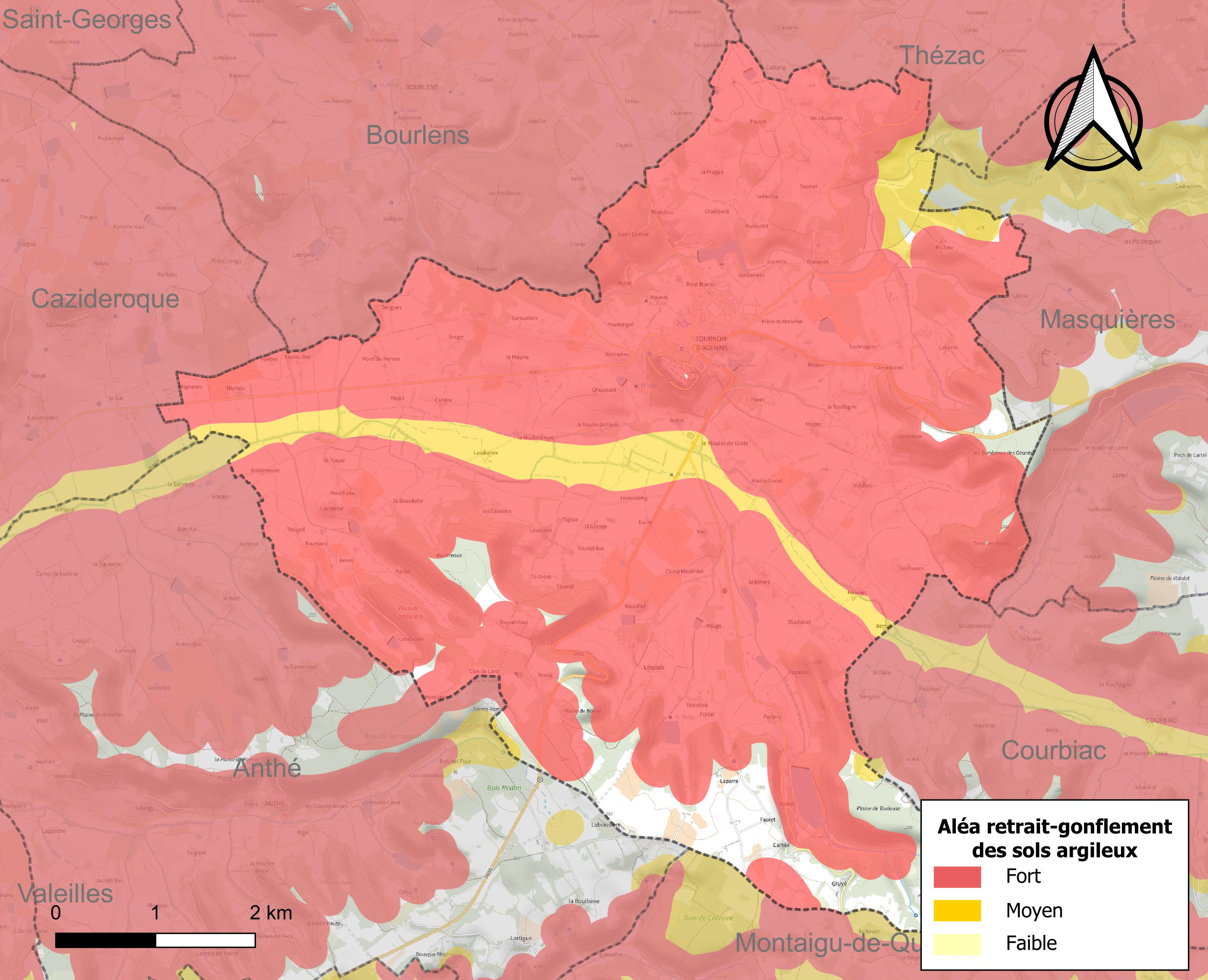
Carte des zones d'aléa retrait-gonflement des sols argileux de Tournon-d'Agenais.

Le retrait-gonflement des sols argileux est susceptible d'engendrer des dommages importants aux bâtiments en cas d’alternance de périodes de sécheresse et de pluie. 91,2 % de la superficie communale est en aléa moyen ou fort (91,8 % au niveau départemental et 48,5 % au niveau national). Depuis le 1er octobre 2020, en application de la loi ELAN, différentes contraintes s'imposent aux vendeurs, maîtres d'ouvrages ou constructeurs de biens situés dans une zone classée en aléa moyen ou fort,.
Concernant les mouvements de terrains, la commune a été reconnue en état de catastrophe naturelle au titre des dommages causés par la sécheresse en 1991, 2003, 2009, 2011 et 2017 et par des mouvements de terrain en 1999.

## Histoire
Oppidum celte et place gallo-romaine de commerce, la bastide royale est fondée en 1271 par Philippe III, fils du roi Saint Louis. Pendant la guerre des Albigeois, en 1212, Simon de Montfort donne à l'évêque d’Agen la maison de l'Abescat (sans doute le site, le terrain, ou une maison antérieure, car la maison actuelle est plus tardive). Pendant la guerre de Cent Ans, la ville changea souvent de mains.
Les protestants rasent l'église catholique en 1580 puis celle-ci est remplacée par l'Abescat. Le couvent des Récollets est bâti au XVIIe siècle sur les ruines de l'ancien château de Tournon, afin de faire revivre la religion catholique après le départ des protestants.
Au cours de la période de la Convention nationale (1792-1795), la commune porta le nom révolutionnaire de Tournon-la-Montagne.
Commune très étendue, Tournon-d'Agenais est divisée par deux fois au XIXe siècle : en 1837 pour créer les communes de Montayral et Saint-Vite (la population de Tournon diminue de 2 650 habitants), puis en 1876 pour créer les communes d'Anthé, Bourlens, Cazideroque, Courbiac, Masquières et Thézac (la population de Tournon diminue de 2 800 habitants).
Le 3 juillet 1944, 1 500 hommes de la Panzergrenadier division "das Gepent" venant de Cahors et se dirigeant vers Villeneuve-sur-Lot, font feu sur les quelques maquisards présents place du Foirail. Les opérations de représailles contre les résistants et la population civile durèrent 6 heures, durant lesquelles plusieurs personnes furent torturées et tuées par les Allemands. De nombreuses maisons furent pillées, mises à sac et quelques-unes incendiées. Cet évènement est connu sous le nom de sac de Tournon-d'Agenais.
De son riche passé subsistent plusieurs témoignages architecturaux comme :
- le beffroi et son horloge lunaire
- la Maison du XIIIe siècle
- l'église Saint-André-de-Carabaysses (ou église de Lamothe)
- la salle de l'Abescat
- son tour de ville

### Héraldique
| Blason de Tournon-d'Agenais | Blason  | De sinople aux quatre tours d'or.                |
| Blason de Tournon-d'Agenais | Détails | Le statut officiel du blason reste à déterminer. |

## Politique et administration

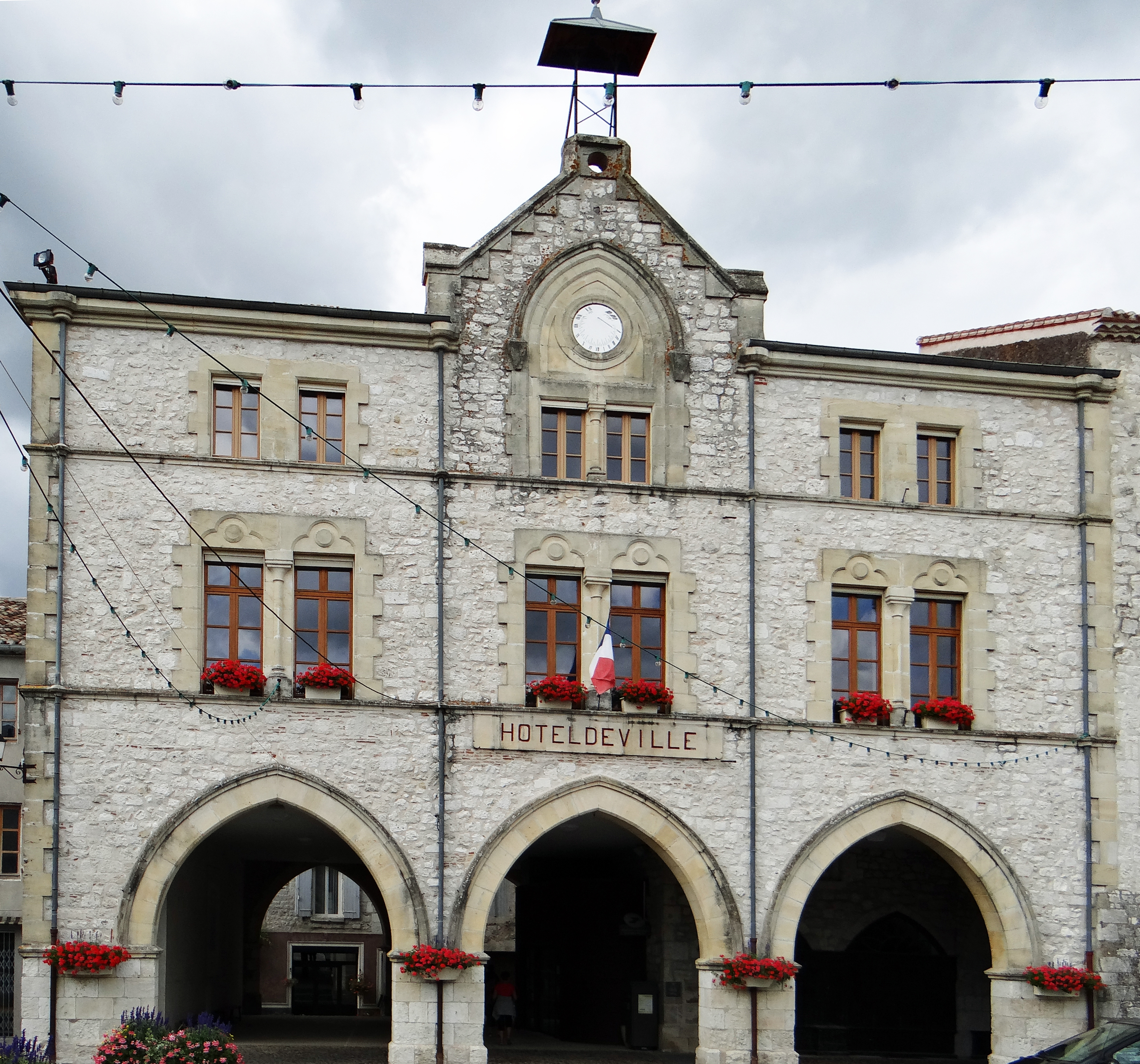
Hôtel de ville

| Période                                  | Période                       | Identité          | Étiquette | Qualité |
| ---------------------------------------- | ----------------------------- | ----------------- | --------- | ------- |
| Élections municipales de 1995            | Élections municipales de 2014 | Jean Pierre Lacam | DVD       |         |
| Élections municipales de 2014            | En cours                      | Didier Balsac     | DVD       |         |
| Les données manquantes sont à compléter. |                               |                   |           |         |

## Démographie
| 1793  | 1800  | 1806  | 1821  | 1831  | 1836  | 1841  | 1846  | 1851  |
| ----- | ----- | ----- | ----- | ----- | ----- | ----- | ----- | ----- |
| 8 005 | 7 124 | 7 904 | 7 773 | 7 901 | 7 634 | 4 986 | 5 160 | 4 588 |

| 1856  | 1861  | 1866  | 1872  | 1876  | 1881  | 1886  | 1891  | 1896  |
| ----- | ----- | ----- | ----- | ----- | ----- | ----- | ----- | ----- |
| 4 761 | 4 569 | 4 384 | 4 256 | 1 371 | 1 325 | 1 276 | 1 155 | 1 077 |

| 1901 | 1906 | 1911 | 1921 | 1926 | 1931 | 1936 | 1946 | 1954 |
| ---- | ---- | ---- | ---- | ---- | ---- | ---- | ---- | ---- |
| 981  | 914  | 927  | 780  | 833  | 890  | 842  | 785  | 766  |

| 1962 | 1968  | 1975  | 1982 | 1990 | 1999 | 2006 | 2007 | 2012 |
| ---- | ----- | ----- | ---- | ---- | ---- | ---- | ---- | ---- |
| 812  | 1 006 | 1 020 | 921  | 839  | 751  | 801  | 808  | 708  |

| 2017 | 2022 | - | - | - | - | - | - | - |
| ---- | ---- | - | - | - | - | - | - | - |
| 761  | 742  | - | - | - | - | - | - | - |

En 1837, les communes de Montayral et Saint-Vite sont détachées de Tournon-d'Agenais. En 1876, les communes d'Anthé, Bourlens, Cazideroque, Courbiac, Masquières et Thézac sont détachées  de Tournon-d'Agenais.

## Économie
La viticulture fait partie de l'aire de production du vin de pays de Thézac-Perricard.

## Lieux et monuments
- Beffroi construit en 1637 à l'angle des couverts de la place de l'Hôtel-de-Ville, par le maçon Imbert Delfau[28] ;
- Église Saint-Barthélemy de Tournon-d'Agenais. Elle est inscrite à l'Inventaire général du patrimoine culturel[29].
- Église paroissiale logée dans l'évêché dit Abescat de Tournon-d'Agenais.
- Maison dite de l'Abescat du XIIIe siècle classée monument historique[30] en 1912
- Église Saint-André-de-Carabaisse de Tournon-d'Agenais[31]. L'édifice a été inscrit au titre des monuments historiques en 1994[32].

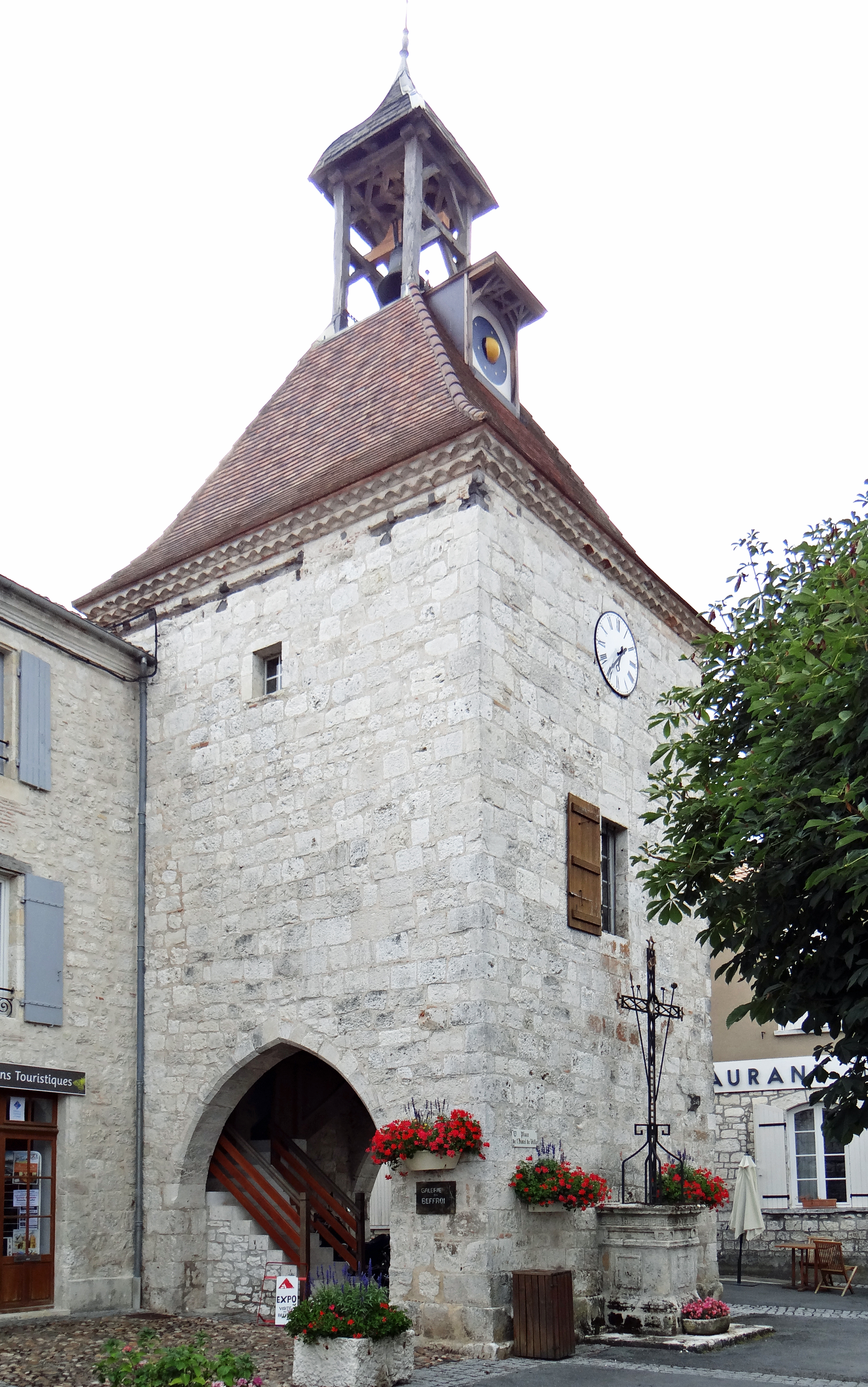
Beffroi.
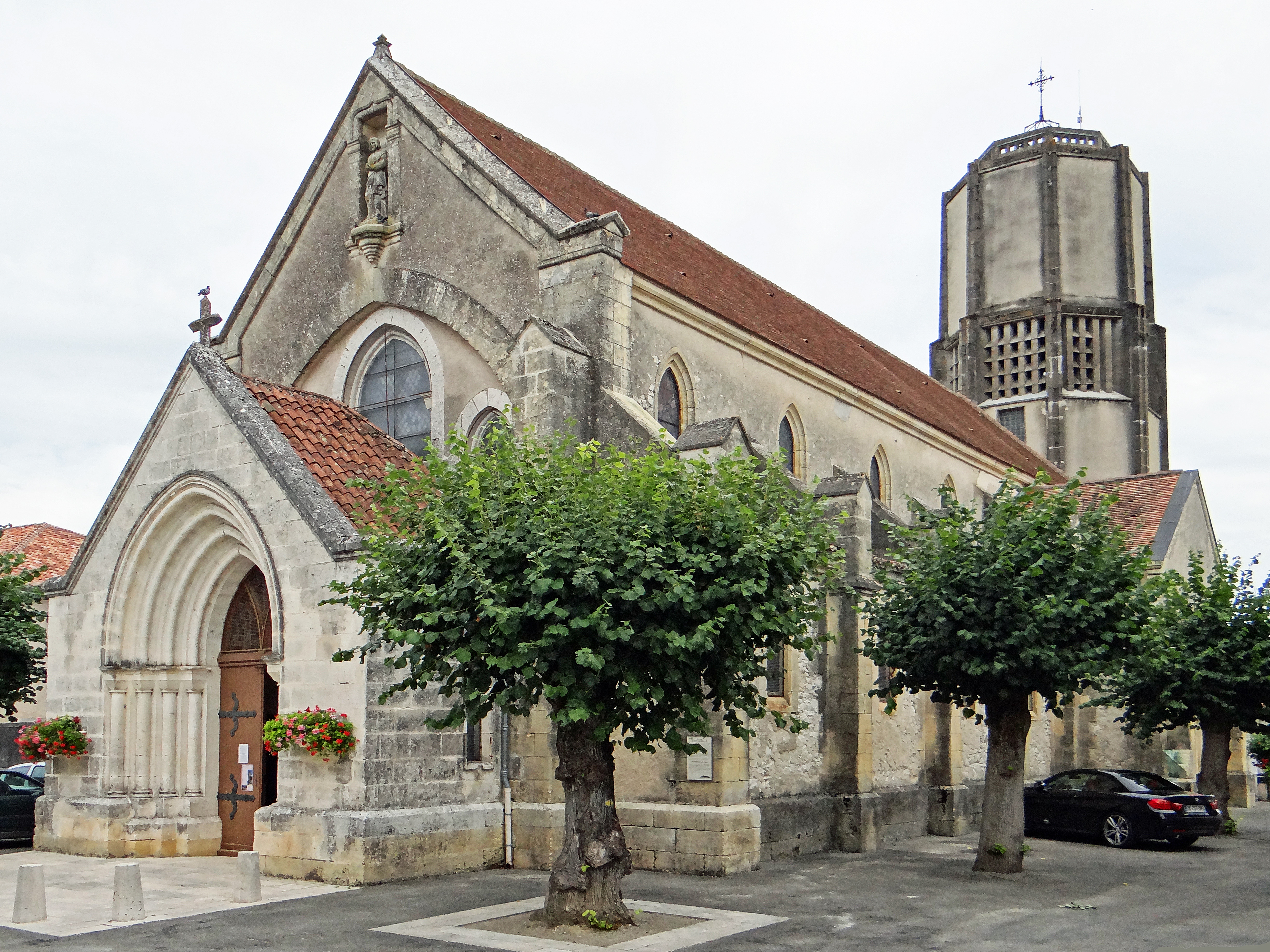
Église Saint-Barthélemy
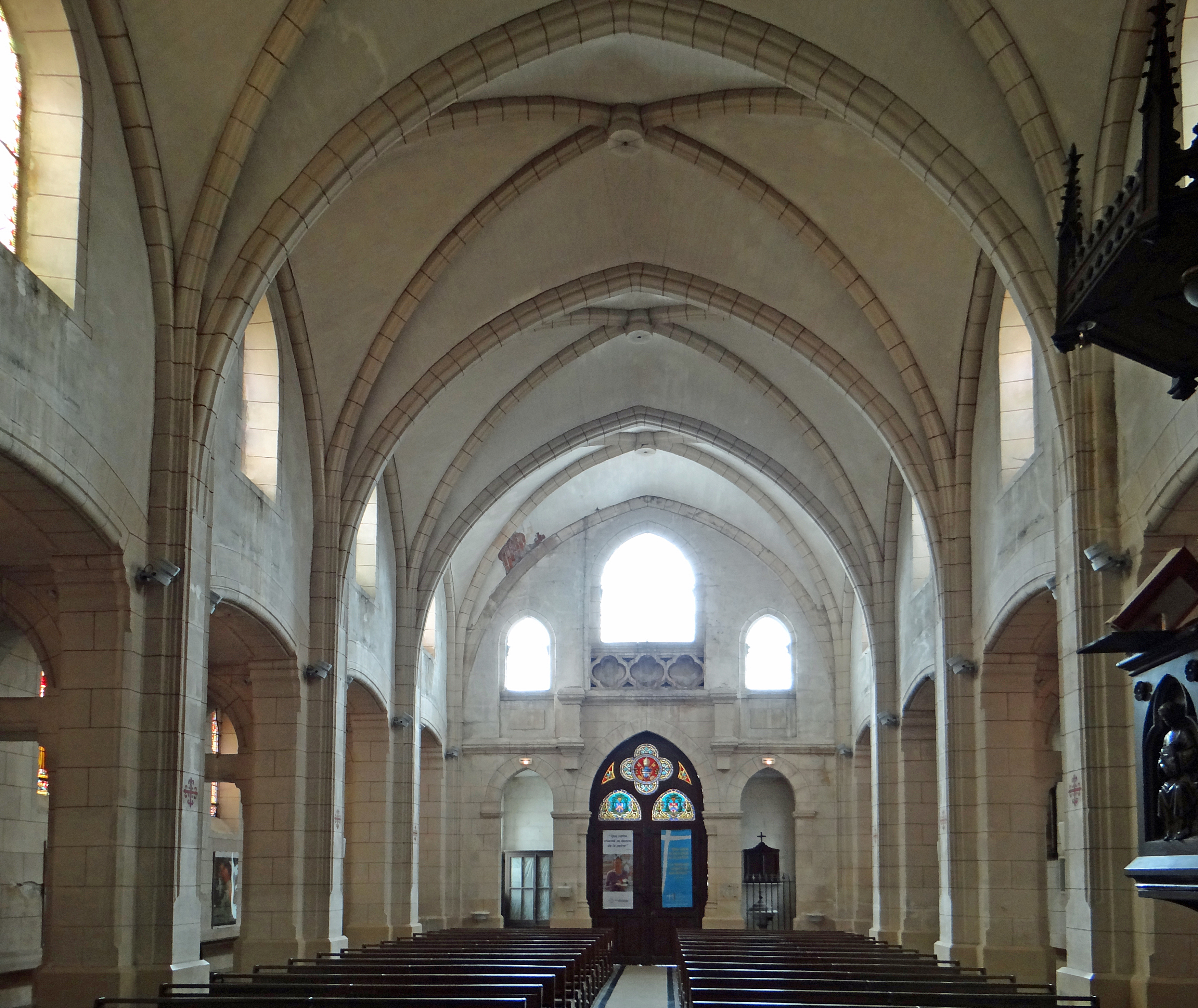
Intérieur de l'église Saint-Barthélemy
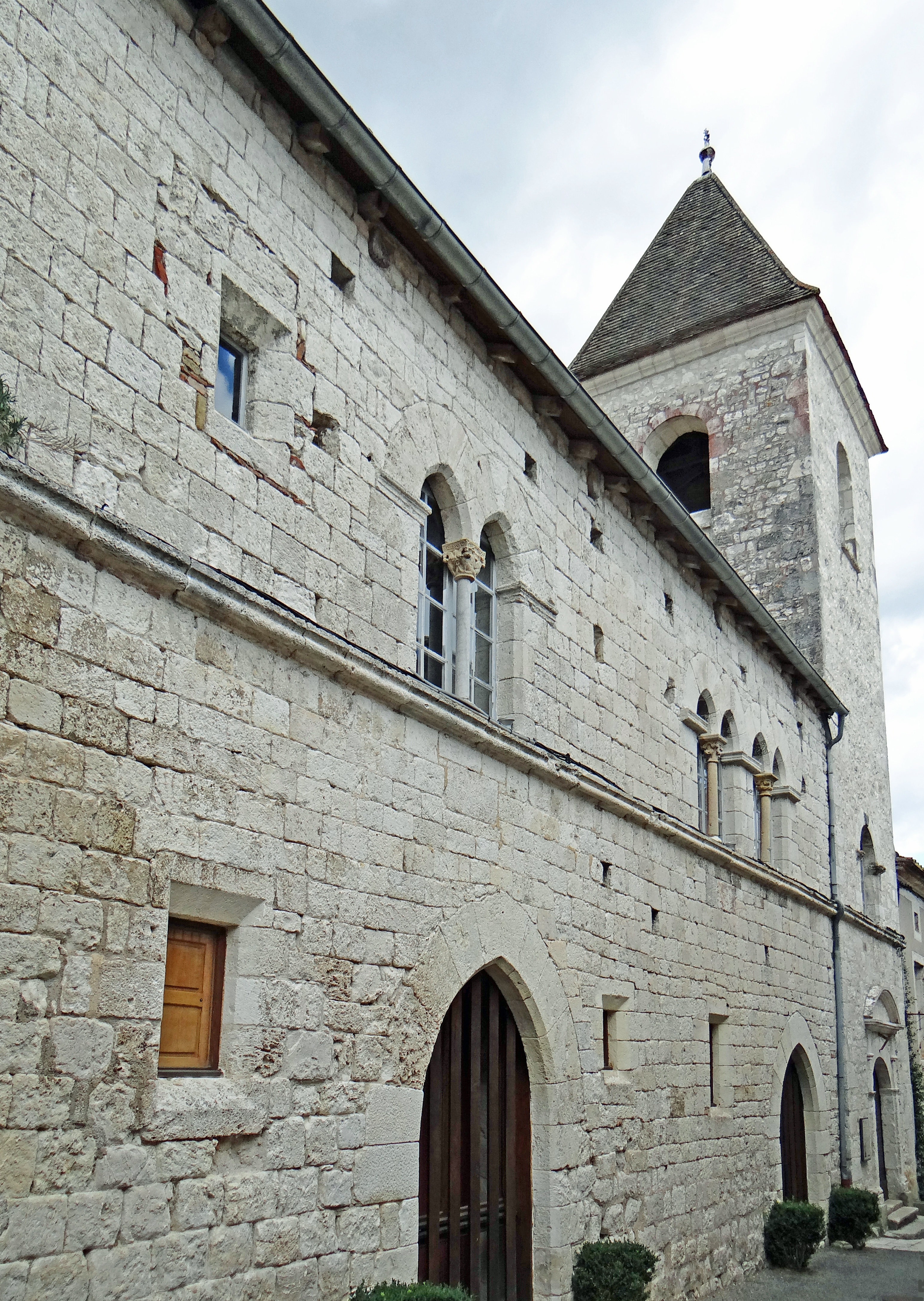
Maison dite de l'Abescat, ancienne maison de l'évêque.
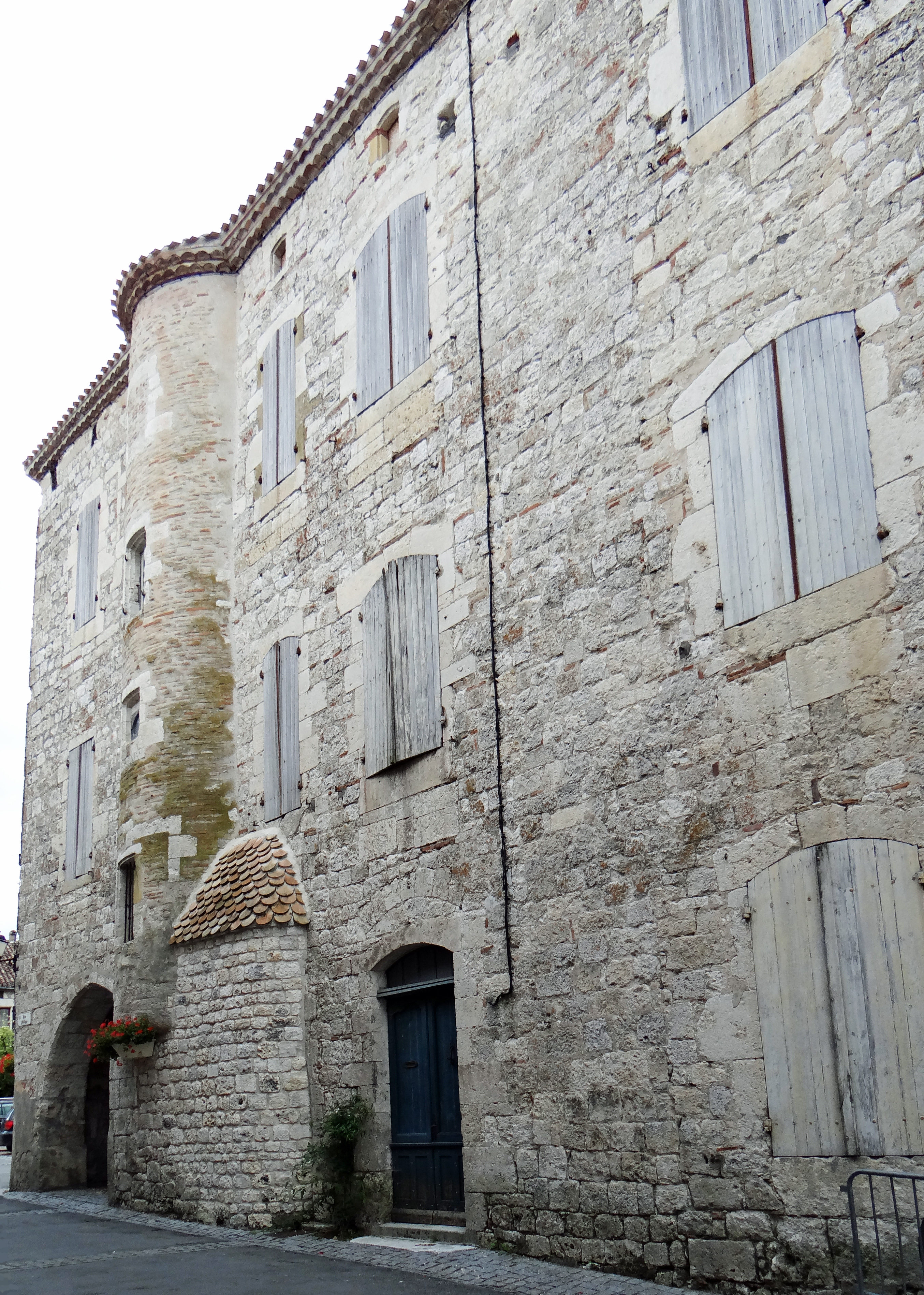
Maison construite au XIIIe siècle modifiée au XVe siècle par ajout d'une tour-escalier puis des modifications sont faites au XVIIIe siècle, rue Philippe.
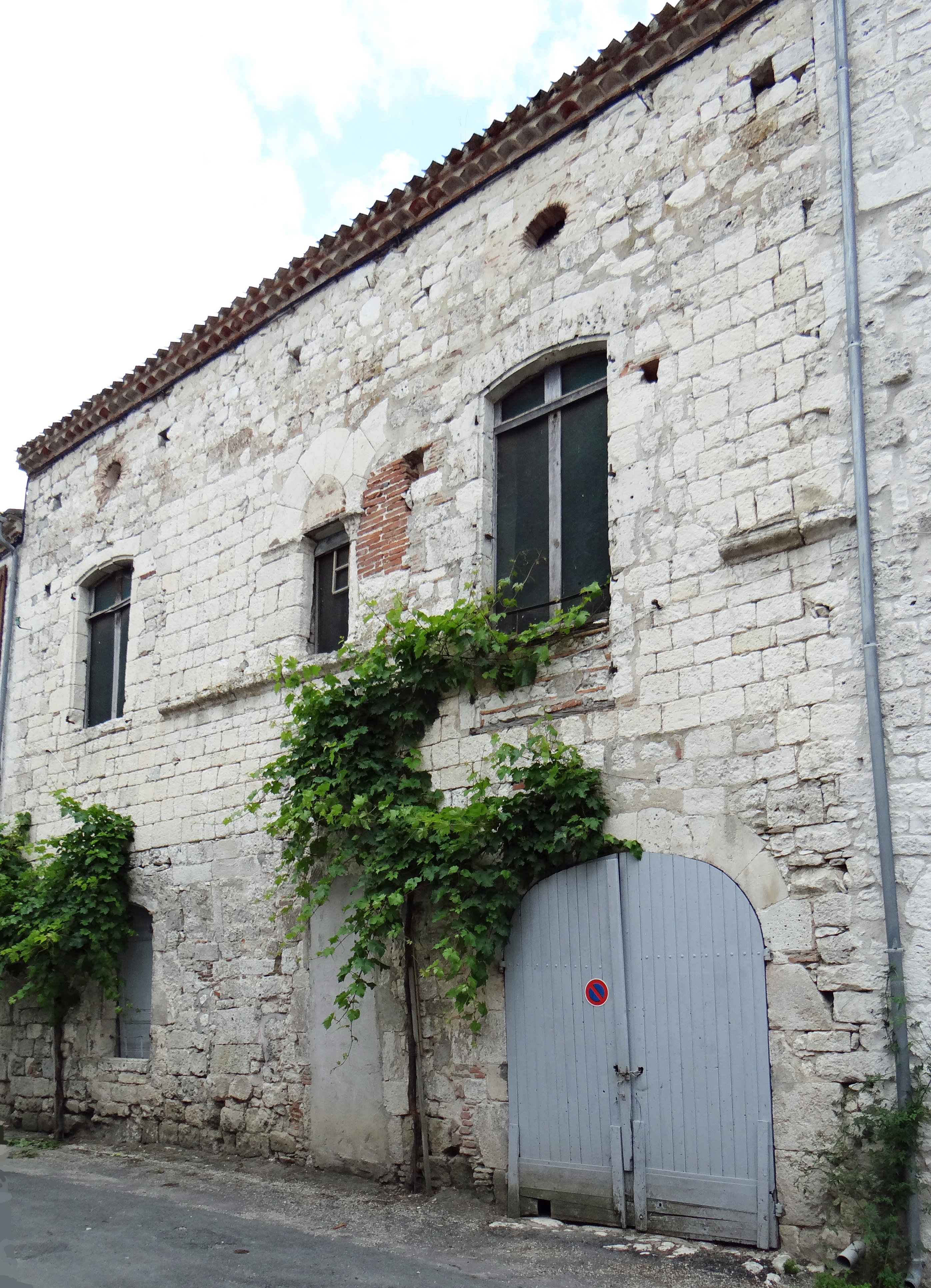
Maison du XIIIe siècle, rue de la Citadelle.
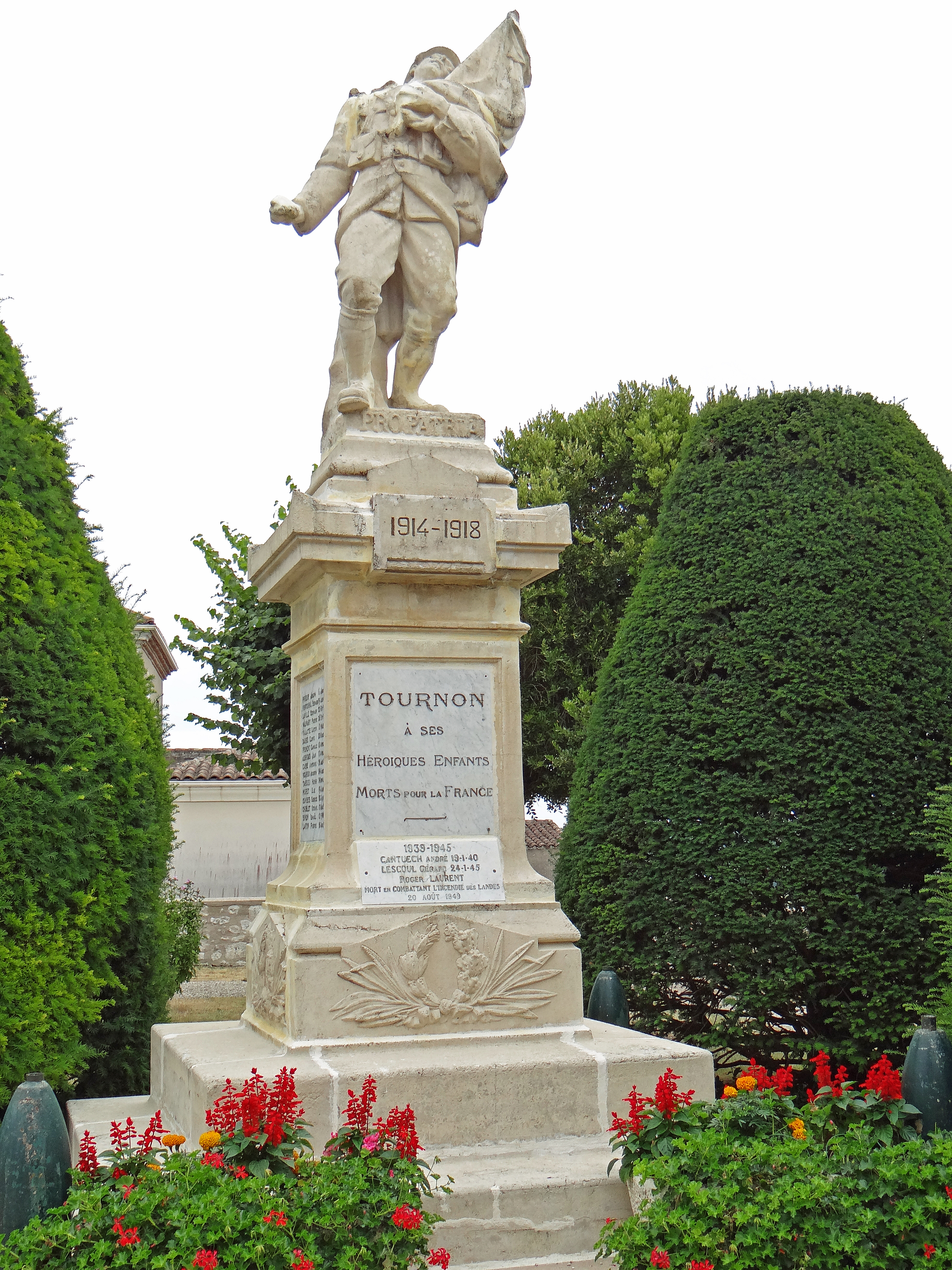
Monument aux morts

## Personnalités liées à la commune
- Joseph Rumeau, évêque
- Pierre Mutz, préfet
- Daniel de Montplaisir, écrivain, historien
- Marc-Antoine Fournel, né le 10 juillet 1758 à Tournon-d'Agenais, mort le 18 octobre 1813 à Bordeaux, homme politique de la Révolution française.
- Jean Gaspard Julien de Godailh (1764-1840), homme politique né à Tournon-d'Agenais, député du Lot-et-Garonne de 1803 à 1815.

## Vie locale

### Enseignement
Le village de Tournon-d'Agenais est doté de deux écoles : une école maternelle et une école primaire (41 élèves en 2021-2022).

### Culture
Gastronomie Tourtière
Une spécialité artisanale : la tourtière : Chacun a ses propres « secrets » familiaux mais la base reste la même : une superposition de fines couches de pâtes, de pommes, cuite au four et arrosé d’un sirop « légèrement » alcoolisé.
La décoration, ce fameux chapeau craquelé, étant composé également de morceaux de pâtes huilé et sucré, façonné à la main et cuites séparément.
Mais l’essentiel du secret réside dans le tour de main de l’artisane qui se transmet de génération en génération.

### Sports
Club de rugby à XV l’Union Sportive Tournonnaise évoluant dans le Championnat de France de 3e division fédérale pour la saison 2013-2014. Ce club a été sacré champion de France Honneur lors de la saison 2012-2013 face à l'équipe de Pont-Long en finale.

## Sports
Rugby à XV
- L'Union sportive tournonaise engagée en championnat de France de rugby à XV de 3e division fédérale, devenue l'Union sportive vallée du Lot 47 après fusion avec le Rugby club de Saint-Vite et l'Union sportive Fumel Libos.